# Gare de Virginal
La gare de Virginal est une gare ferroviaire belge, fermée, de la ligne 106, de Lembeek à Écaussinnes située à Virginal-Samme sur la commune d'Ittre, dans la province du Brabant wallon en Région wallonne.

## Situation ferroviaire
La gare de Virginal était établie au point kilométrique (PK) 9,1 de la ligne 106, de Lembeek à Écaussinnes, via Clabecq, entre les haltes d'Oisquercq et de Fauquez.

## Histoire
La station de Virginal entre en service le 20 mai 1884 lorsque les Chemins de fer de l'État belge ouvrent à l'exploitation la section de Clabecq à Écaussinnes. La gare, à l'écart du bourg, est située près d'un méandre désormais abandonné du Canal Charleroi-Bruxelles, non loin du village d'Asquemont ; une série d'usines s'implanteront à proximité.

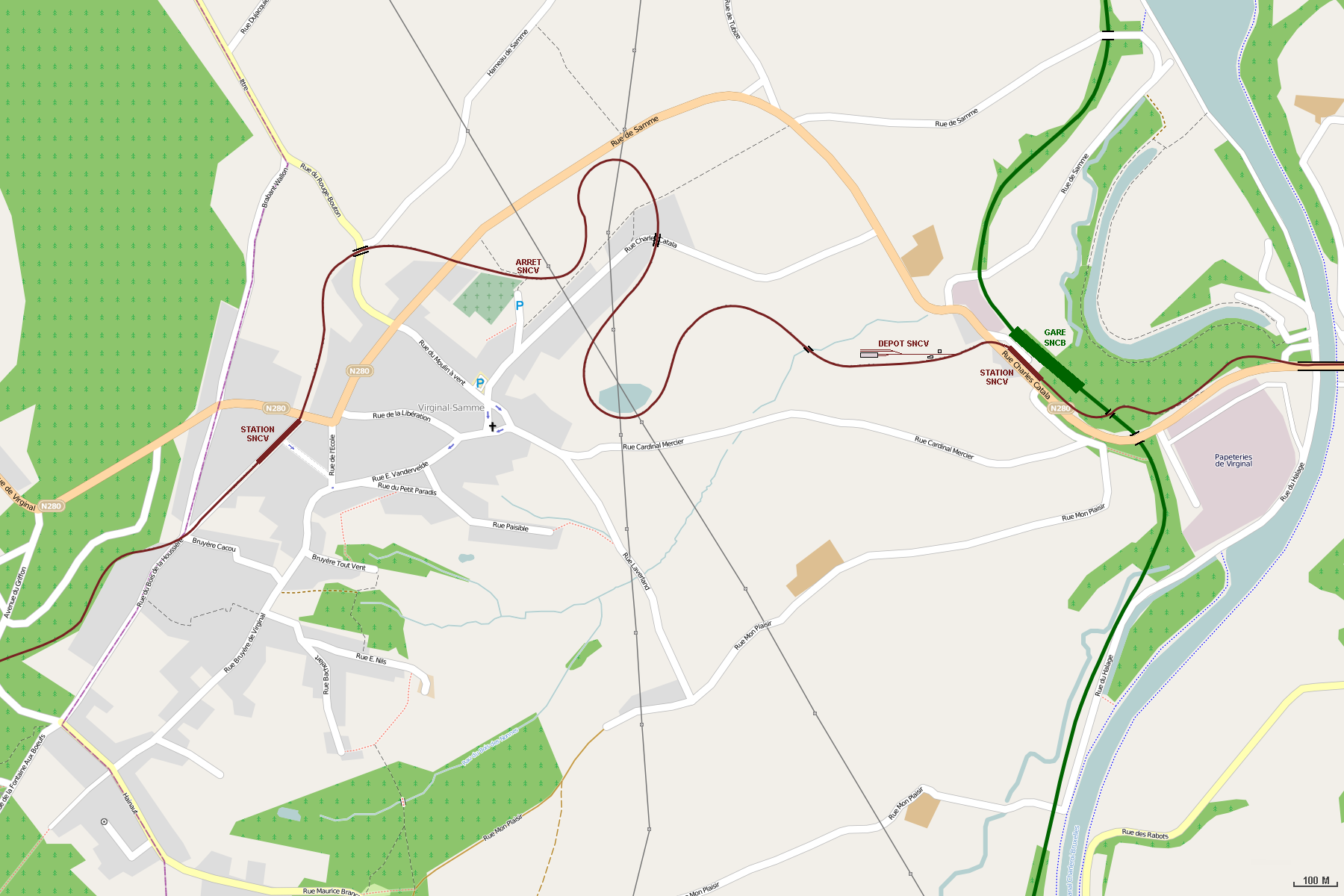
Anciens chemins de fer et tramways à Virginal-Samme.

Elle devient un point d'échange avec les tramways à voie étroite de la Société nationale des chemins de fer vicinaux (SNCV) avec la mise en service d'une ligne entre Braine-l'Alleud/Nivelles et Braine-le-Comte/Rebecq. Un dépôt pour les locomotives à vapeur puis les autorails diesel verra le jour à proximité de la gare. La SNCV met fin au service des marchandises à Virginal-Samme en 1959 et remplace du même coup les autorails par la ligne de bus 65.
La gare, mal située, cesse de servir d'arrêt aux trains de la ligne 106 de la SNCB en 1980 ou 1981. Le bâtiment des recettes — de plan type 1873 avec une aile de quatre travées disposée à gauche comme à Braine-le-Château — est démoli en 1982. Les trains de voyageurs cessent de parcourir la ligne 106 en 1984 et la voie est démontée entre Clabecq et Écaussinnes cinq ans plus tard.